# Ремсі (округ, Міннесота)
Шаблон:StateAbbr_ 45°01′ пн. ш. 93°06′ зх. д. / 45.02° пн. ш. 93.1° зх. д.
Округ  Ремсі (англ. Ramsey County) — округ (графство) у штаті  Міннесота, США. Ідентифікатор округу 27123.

## Історія
Округ утворений 1849 року.

## Демографія
За даними перепису 
2000 року 
загальне населення округу становило 511035 осіб, зокрема міського населення було 510304, а сільського — 731.
Серед мешканців округу чоловіків було 246288, а жінок — 264747. В окрузі було 201236 домогосподарств, 120016 родин, які мешкали в 206448 будинках.
Середній розмір родини становив 3,16.
Віковий розподіл населення поданий у таблиці:
| Стать    | До 15 років | 15-21 | 22-29 | 30-39 | 40-49 | 50-65 | 65-85 | Понад 85 |
| -------- | ----------- | ----- | ----- | ----- | ----- | ----- | ----- | -------- |
| Чоловіки | 55919       | 26958 | 30863 | 39010 | 37671 | 33038 | 20641 | 2188     |
| Жінки    | 53024       | 28472 | 32215 | 38930 | 39207 | 36226 | 29991 | 6682     |

## Суміжні округи
- Анока — північ
- Вашингтон — схід
- Дакота — південь
- Ганнепін — захід

## Виноски
1. ↑  U.S. Decennial Census. United States Census Bureau. Архів оригіналу за 26 квітня 2015. Процитовано 24 жовтня 2014.
2. ↑  Historical Census Browser. University of Virginia Library. Архів оригіналу за 11 серпня 2012. Процитовано 24 жовтня 2014.
3. ↑  Population of Counties by Decennial Census: 1900 to 1990. United States Census Bureau. Процитовано 24 жовтня 2014.
4. ↑  Census 2000 PHC-T-4. Ranking Tables for Counties: 1990 and 2000 (PDF). United States Census Bureau. Процитовано 24 жовтня 2014.
5. ↑  State & County QuickFacts. United States Census Bureau. Архів оригіналу за 7 червня 2011. Процитовано 1 вересня 2013.(англ.) Наведено за англійською вікіпедією.
6. ↑  American FactFinder. Бюро перепису населення США. Архів оригіналу за 26 лютого 2012. Процитовано 31 січня 2008.

| США | Це незавершена стаття з географії США. Ви можете допомогти проєкту, виправивши або дописавши її. |